# Medium (série de televisão)
Medium é  uma série de televisão dramática americana que estreou na NBC em 3 de janeiro de 2005 e terminou na CBS em 21 de janeiro de 2011. O programa foi criado, produzido e dirigido pelo vencedor do Emmy, Glenn Gordon Caron,  baseado no livro de Allison DuBois, Don't Kiss Them Good-Bye.
No Brasil é exibida pelo Universal Channel e em Portugal foi exibida pela TVI e pelo AXN e atualmente é exibida pela Fox Life. Em 2011 passou a ser exibida no Brasil pelo Universal Channel.
DuBois, interpretada por Patricia Arquette, é uma mulher casada, mãe de três filhas e uma estudante de Direito que desde criança recebe mensagens dos mortos. Desde a infância ela tem lutado para dar um sentido aos seus sonhos e visões de pessoas mortas.
Temendo que seus sonhos possam afetar sua saúde mental, ela se apoia em seu marido Joe (Jake Weber), um engenheiro aeroespacial que aos poucos começa a acreditar que sua esposa pode estar falando a verdade. Mas o real desafio será convencer seu chefe, o Promotor Devalos (Miguel Sandoval) e os outros doutores do sistema de justiça criminal, de que as suas habilidades podem ser verdadeiras e que elas podem desvendar horríveis e violentos crimes cujas pistas se encontram com aqueles que já morreram.

## Enredo
Allison DuBois é uma jovem esposa e mãe que desde sua infância, tem lutado para entender seus sonhos e visões de pessoas mortas. Enquanto concilia sua família com a faculdade de direito, ela trabalha como estagiária do escritório da promotoria de Mariposa Country, no Arizona.
Seu adorável marido Joe, um engenheiro aeroespacial que tem feito registros de cada sonho e premonições que Allison teve nos últimos dois anos.
Numa tentativa de provar para Allison que os seus sonhos são induzidos por estresse, Joe faz um experimento científico onde ele envia as descrições das visões de Allison para diversas delegacias para provar que nenhum deles tem ligação com casos atuais. Ele fica surpreso ao descobrir que um dos sonhos de Allison é similar a um homicídio não solucionado no Texas. Eis então que vemos o primeiro obstáculo na vida de Allison.
Após a confirmação de que o “sonho” de Allison corresponde a um crime real, ela é convidada pelo Sheriff Local a se juntar a eles para investigar. Entretanto quando é questionada da Origem da Informação, é ironizada e desprezada por todos, quase tratada como uma louca, até que ela prova ao Sheriff que não se trata de uma farsa.
Depois de ajudar a polícia local a encerrar seu caso ela volta para casa decidida, em abandonar a Faculdade de Direito.
Enquanto Allison trabalha na Promotoria do Distrito ela começa a ter visões sobre alguns crimes. De forma secreta ela passa a prestar mais atenção aos seus pressentimentos e depois tenta convencer o seu superior, o promotor Devalos de que suas suspeitas são corretas. E mais uma vez consegue provar que por mais obscuras que sejam suas informações elas são reais, então convencido sobre o dom de Allison, Devalos resolve contratá-la como Consultora, usando seus talentos de maneira secreta.

## Prêmios
| Ano  | Grupo                                              | Prêmio | Resultado | Recebedor(es)                                                    |
| ---- | -------------------------------------------------- | --- | --------- | ---------------------------------------------------------------- |
| 2005 | BMI Film & TV Awards                               | BMI TV Music Award                                                                                        | Vencedor  | Mychael Danna, Jeff Beal                                         |
| 2005 | Emmy Award                                         | Excelente atriz principal em série dramática                                                              | Vencedor  | Patricia Arquette                                                |
| 2005 | Imagen Foundation Awards                           | Melhor ator - Televisão                                                                                   | Indicação | Miguel Sandoval                                                  |
| 2005 | Satellite Award                                    | Excelente atriz em série dramática                                                                        | Indicação | Patricia Arquette                                                |
| 2005 | Satellite Award                                    | Excelente ator em série dramática                                                                         | Indicação | Jake Weber                                                       |
| 2006 | ASCAP Film and Television Music Awards             | ASCAP Award - Top TV Series                                                                               | Vencedor  | Sean Callery                                                     |
| 2006 | Academy of Science Fiction, Fantasy & Horror Films | Saturn Award - Melhor atriz em programa de televisão                                                      | Indicação | Patricia Arquette                                                |
| 2006 | Globo de Ouro                                      | Melhor performance por uma atriz em uma série de Televisão dramática                                      | Indicação | Patricia Arquette                                                |
| 2006 | Motion Picture Sound Editors                       | Golden Reel Award - Melhor edição de som em curta de televisão - Música                                   | Vencedor  | Robert Cotnoir (editor musical) Para "The Song Remains the Same" |
| 2006 | Screen Actors Guild                                | Excelente performance por uma atriz em uma série dramática                                                | Indicação | Patricia Arquette                                                |
| 2006 | Young Artist Awards                                | Melhor performance em uma série de TV (Drama) - Jovem atriz coadjuvante                                   | Vencedor  | Sofia Vassilieva                                                 |
| 2006 | Young Artist Awards                                | Melhor performance em uma série de TV (Comédia ou Drama) - Jovem atriz com idade menor ou igual a 10 anos | Indicação | Feodor Lark                                                      |
| 2007 | ALMA Awards                                        | Excelente ator coadjuvante - Série de televisão, Miniséries ou filme de televisão                         | Indicação | Miguel Sandoval                                                  |
| 2007 | Young Artist Awards                                | Melhor Performance em uma série de TV (Comédia ou Drama) - Jovem atriz com idade menor ou igual a 10 anos | Vencedor  | Feodor Lark                                                      |
| 2007 | Academy of Science Fiction, Fantasy & Horror Films | Saturn Award - Melhor ator em um programa de televisão                                                    | Indicação | Patricia Arquette                                                |
| 2007 | Emmy Award                                         | Excelente atriz principal em uma série dramática                                                          | Indicação | Patricia Arquette                                                |
| 2007 | Globo de Ouro                                      | Melhor performance por uma atriz em uma série de televisão dramática                                      | Indicação | Patricia Arquette                                                |
| 2007 | Screen Actors Guild                                | Excelente performance por uma atriz em uma série dramática                                                | Indicação | Patricia Arquette                                                |
| 2008 | Globo de Ouro                                      | Melhor performance por uma atriz em uma série de televisão dramática                                      | Indicação | Patricia Arquette                                                |

## Temporadas
A série encerrou na sétima temporada no canal CBS, depois de ser cancelada na emissora NBC, sendo uma das líderes de audiência no horário junto com as séries CSI:NY e Blue Bloods. Os casos violentos tratados em Medium e os sonhos interpretativos de Allison, além do ceticismo recorrente do promotor e do detetive Lee Scanlon, e também de seu marido o engenheiro Joe Dubois fizeram da série um enorme sucesso. Para piorar a situação, as três filhas do casal, Ariel (Sofia Vassilieva), Bridgette (Feodor Lark) e Marie (interpretada pelas gêmeas Madisson e Miranda Carabello) herdaram os estranhos dons de Allison, o que serve de prato cheio para os roteiristas da série.

## Sinopse - 1a. Temporada
Episódio 1 - Piloto. Allison é uma dona-de-casa que sonha com crimes e conversa com espíritos. Moradora do Arizona, ela envia mensagem aos Texas Rangers sobre o assassinato de um menino por um adolescente. Para ajudar no caso, Allison vai ao Texas. Ao descer do avião, várias viaturas a aguardam, assim como o capitão Kenneth Push. Ele a leva a várias cenas de crimes, mas apenas uma é a verdadeira e Allison precisa apontá-la.
Episódio 2 - Suspeitas e certezas. O promotor Manuel Devalos telefona para Allison, ela finalmente irá trabalhar meio período na promotoria. Entre suas atribuições, está a seleção do júri perfeito para condenar um criminoso à pena de morte. Mas, após obter a condenação, ela tem dúvidas se o acusado é culpado.
Episódio 3 - Duas opções. Allison e o detetive Lee Scanlon são apresentados pelo promotor Manuel Devalos. Casais são mortos pelo homem que fotografou seus casamentos, mas os casos são dados como homicídio (o marido mata a mulher) e suicídio (o marido depois se mata). O primeiro casal é a irmã e o cunhado do detetive Scanlon, que deseja uma força tarefa para cuidar dos casos.
Episódio 4 - A noite do lobo. Ao dividir uma sala com o desenhista da polícia, Allison percebe que uma mulher descreve errado o assassino de seu noivo. Ela também tem sonhado com um conto de fadas: “Chapeuzinho vermelho e o lobo mau”.
A filha de Allison, Bridget está sem amigos. Os pais ficam felizes quando ela começa a brincar com um menininho, mas ele é o fantasma de uma criança que já morreu.
Episódio 5 - Na saúde e no adultério. Allison prevê que a arma utilizada no assassinato de um policial está escondida em seu caixão. A arma é encontrada a partir de mandado, mas a prova pode ser desqualificada pela defesa se Allison não testemunhar no tribunal e explicar como recebeu a informação. Ela se vê diante de um dilema interior: contar a verdade sobre seus sonhos e visões e perder o caso ou ser fiel ao seu dom.
Ao mesmo tempo seu casamento passa por dificuldades, Joe passará por biopsia e Allison também acredita que ele pode estar traindo-a.
Episódio 6 - Em breve. Um bom samaritano aparece para ser testemunha de um caso, mas Allison acredita que ele pode ser um serial killer cujo espírito tem aparecido em sua casa. Ela tenta localizar a próxima vítima, Sharona, mas descobre que a única moça com esse nome na região ainda é muito jovem para ser a mulher que ela prevê que será assassinada por ele. 
Allison pode estar grávida de novo. Além disso, sua filha Ariel passa a mostrar um grande talento em matemática.
Episódio 7 - Salto. Allison investiga o suicídio de uma jovem. Ela era a namorada do filho de um conhecido advogado de defesa. Mas tudo se complica quando as visões de Allison apontam o advogado como culpado.
Joe está preocupado com um colega de trabalho, Allison previu que ele sofrerá um ataque cardíaco.
Episódio 8 - Sortudo. O irmão de Allison, Michael, soldado das Forças Armadas em missão no Afeganistão, volta para casa e visita a irmã. Ele também possui o dom de ouvir os mortos. Durante os combates, ele sempre sabe para onde ir ou o que fazer de modo a salvar a vida de todos de seu pelotão.
Allison investiga um incêndio. Ela tem dificuldades em obter mais informações com o espírito de uma menina que pode ter morrido no incêndio.
Episódio 9 - Código. Ariel sonha com Sarah, uma princesa presa em um castelo, vigiada por um ogro. Mas, na vida real, a promotoria informa que a menina Sarah foi morta há alguns anos. Ariel insiste que a menina não está morta e quer a sua ajuda. Para proteger Ariel e ajudar Sarah, Alisson diz à promotoria que o sonho é seu.
Episódio 10 - Do outro lado dos trilhos. Allison sonha com dois meninos e um trem repetidamente. Para solucionar o sonho, ela recorre ao Dr. Leonard Cardwell, que pesquisa parapsicologia. Mas ela logo descobre que Cardwell está envolvido nessas visões.
Ao mesmo tempo Devalos investiga o caso de um adolescente, que confessou ter cometido um assassinato. Mas o promotor desconfia de que ele está sendo pago para assumir o crime no lugar de outra pessoa.
Episódio 11 - Casei com uma telepata. Allison fica doente e, para passar o tempo, assiste novamente uma série de TV que fez sucesso nos anos 60. Os atores da série passam a habitar seus sonhos, mas é preciso lembrar que o ator principal, Henry, foi preso por assassinar a mulher.
Na verdade, a mulher de Henry comete suicídio, mas faz com que a culpa recaia na amante dele, Dorothy. Henry assume o assassinato diante das autoridades e passa a vida inteira na cadeia, pois quer proteger Dorothy que está grávida.
Episódio 12 - Um padre, um médico e uma médium entram em uma câmara de execução. Alisson presencia a execução de um prisioneiro no corredor da morte, mas não sente a sua alma, o que costuma acontecer sempre que alguém morre próximo dela. Ele é o chefe de uma organização criminosa poderosa. Após a execução, o fantasma dele passa a ser visto em vários locais da cidade, sempre associado a outros crimes. Ariel participará da feira de ciências da escola, mas Alisson possui uma visão ao conhecer Sean, o par de Ariel no projeto. Ele fará Ariel sofrer.
Episódio 13 - Sendo a vaca da Sra. O'Leary. Depois de sonhar com o quase acidente de um jato comercial, Allison vai trabalhar na manhã seguinte para encontrar o piloto do voo, David Call, sentado na sala de espera. Ele está lá por causa do desaparecimento de sua esposa, que está desaparecida há cerca de duas semanas. Ele parece sincero e a polícia não acha que ele é um suspeito em si, mas eles também não o descartaram. Em casa, Allison e Joe têm um desacordo fundamental sobre a criação dos filhos quando Bridgette usa seu novo capacete de bicicleta o tempo todo.
Episódio 14 - Bruscamente. Um caso antigo de assassinato no qual tanto Scanlon quanto Devalos estavam envolvidos é reaberto. Allison fica confusa quando descobre que o condenado não cometeu o crime e seus colegas podem ter adulterado as evidências. Ela também tem sonhos de outro assassinato cuja conexão com o caso ela não entende primeiro. Ao mesmo tempo, a mãe de Joe visita Allison e Joe, e o pai de Joe também aparece para Allison.
Episódio 15 - Um centavo pelos seus pensamentos. Allison tem um sonho sobre uma adolescente brutalmente assassinada por seu médico, com uma terceira pessoa também presente no assassinato. Quando Allison descobre a identidade desse homem misterioso, ela decide encontrar um médico que foi condenado por um crime muito semelhante há mais de uma década e agora está sob supervisão psiquiátrica. Allison conhece a garota que ela viu em seus sonhos em um lugar que ela não teria esperado.
Episódio 16 - Quando Push vem para empurrar: parte 1. O capitão Push entra em coma. Allison recebe o que pode ser a visita do espírito do capitão que, mesmo do outro lado, procura decifrar uma onda de assassinatos em série. Após cada assassinato, o criminoso deixa uma mensagem bíblica como assinatura. Por isso, ele é conhecido como Isaías.

## Atores convidados
- Anjelica Huston (S05E17)
- David Arquette
- Emma Stone (S02E05)
- Holliston Coleman
- James Van Der Beek
- Jason Priestley (S03E20)
- Jennifer Lawrence (S03E07)
- Kathy Baker
- Neve Campbell (S03E22 - 20 - 21 - 22)
- Paul Blackthorne
- Rumer Willis
- Raul Esparza (S07E09)
- Joey King (S04E16)
- Andrew James Allen (S04E02)

## Recepção da crítica
Em sua primeira temporada, Medium teve recepção mista por parte da crítica especializada. Com base de 25 avaliações profissionais, alcançou uma pontuação de 58% no Metacritic. Por votos dos usuários do site, atinge uma nota de 8.2, usada para avaliar a recepção do público.